# Буммаш
ОАО «Бумагоделательного машиностроения» (ОАО «Буммаш») — предприятие по производству тяжёлых бумагоделательных машин и оборудования для целлюлозно-бумажной промышленности. Входит в состав машиностроительного дивизиона АО "Сибирская промышленная группа". Расположено в городе Ижевске.

## История
28 декабря 1959 года Совет Министров СССР принял решение о строительстве в городе Ижевске завода по производству широкоформатных скоростных бумагоделательных машин. Строительство было начато в марте 1960 года.
В 1963 году завод получает официальное наименование "Ижевский завод тяжелых бумагоделательных машин" и выпускает первую машину, предназначенную для нанесения клея на фольгу и бумагу.
В 1967 году на Пермском целлюлозно-бумажном комбинате была смонтирована, отлажена и пущена в эксплуатацию первая изготовленная на "Ижтяжбуммаше" бумагоделательная машина Б-21.
В 1975 году была создана скоростная широкоформатная машина Б-15 — первая отечественная машина для получения газетной бумаги, рассчитанная на выпуск бумажного полотна шириной 6 720 мм. Сложнейший механизм (только прессовая часть состоит из 20 тысяч деталей) и внушительные габариты машины (длина — 115 м, ширина — более 8 м, высота — около 13 м; вес — 3,5 тыс. т) потребовали возведения отдельного корпуса для её размещения.
В мае 1977 года была смонтирована и отлажена машина КП-10 для производства тарного картона, вырабатывающая 850 тонн картона в сутки.
В 1980 году авторскому коллективу вручена Государственная премия СССР за достижения в области науки и техники.
12 марта  1981 года за достигнутые успехи и создание высокопроизводительных бумаго- и картоноделательных машин указом Президиума Верховного Совета СССР коллектив завода награждён орденом Трудового Красного Знамени.
30 марта 1993 года НПО "Буммаш" реорганизовано в Акционерное общество открытого типа — АО "Буммаш".
В апреле 2011 года стало известно о смене руководства завода. Новым директором стал Александр Капустин.
28 декабря 2011 года на базе производственных площадей завода "Буммаш" создан ЗАО "Ижевский завод металлургии и машиностроения".
9 октября 2018 года зарегистрировано ООО Завод «БУММАШ»
Объем производства завода «Буммаш» увеличился с 75,2 млн рублей в 2018 году до 1,8 млрд рублей в 2020 году.
С 2022 года входит в состав холдинга АО "Сибирская промышленная группа".